# Gig (Auftritt)
Als Gig [ɡɪk] (aus englisch engagement) wird im Jargon der Musiker das Engagement für einzelne Auftritte bezeichnet, vor allem solche außerhalb von Tourneen oder längerfristigen Verpflichtungen.
Dafür war im deutschsprachigen Raum seit dem 19. Jahrhundert der Begriff Mucke und später Mugge üblich. Er ist es dort im Bereich klassischer Musik auch heute noch. Dagegen verbreitete sich auch im deutschen Sprachraum mit dem Aufkommen populärer Musik in den Bereichen Jazz, Rock- und Popmusik vermehrt der aus dem Englischen entlehnte und international bekannte Begriff Gig.